# Veliocasses

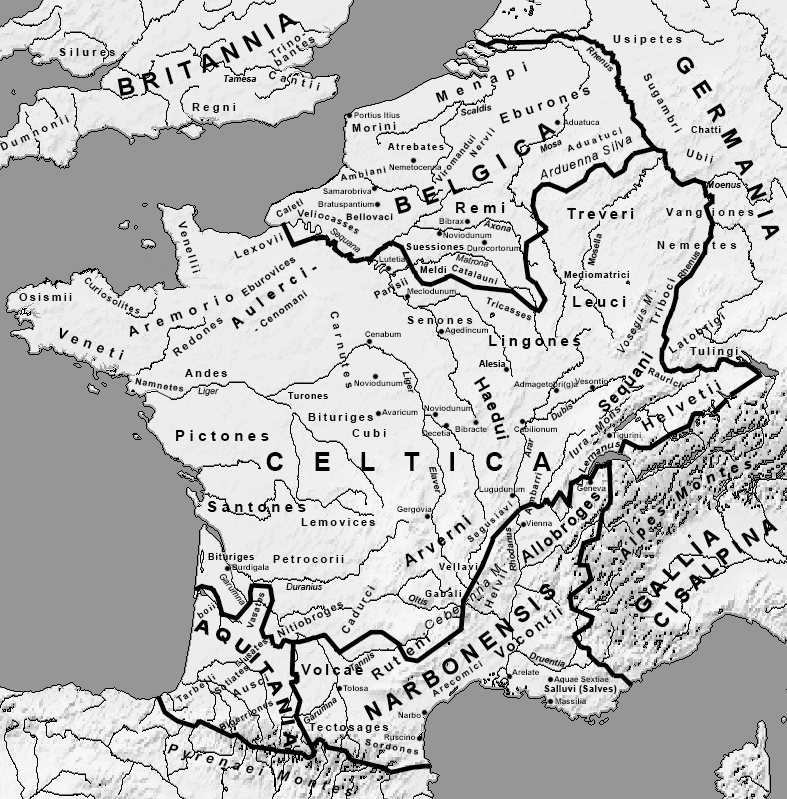
Gallië rond 54 v.Chr., met het gebied van de Veliocasses aangegeven

De Veliocasses waren een Belgische volksstam, die ten tijde van hun onderwerping in 56 v.Chr. door Julius Caesar woonden in een gebied direct ten noorden van de Seine, rond de huidige stad Rouen (Lat: Rotomagus) in de huidige Franse regio Normandië, in de streek de Vexin, waaraan de Veliocasses hun naam leenden. Ten westen werden ze begrensd door de Caleti, wonend aan de Kanaalkust in de streek de Caux; ten noordoosten hadden de Veliocasses hun buurvolk in de Bellovaci, wonend rond Beauvais.

## Strijd tegen de Romeinen
In 57 v.Chr. participeerden de Veliocasses in de Belgische alliantie tegen de Romeinse invasiemacht onder Julius Caesar, waarbij zij deelnamen met 10.000 krijgers. In de opstand van 52 v.Chr. stuurden zij Vercingetorix 3.000 hulptroepen om het door Romeinen belegerde Alesia te ontzetten - welk ontzet overigens mislukte. Een jaar later streden zij aan de zijde van hun buurstammen de Bellovaci en de Caleti in een laatste vergeefse rebellie.